# 德尼·加爾戈·沙尼
德尼·加爾戈·沙尼（法語：Denis Gargaud Chanut，1987年7月22日—）是法國男子輕艇激流運動員，從2000年初開始參賽。在2016年夏季奧林匹克運動會他奪得男子C-1項目的金牌。